# 别津丘克
别津丘克（羅馬化：Bezenchuk）是俄罗斯萨马拉州的市级镇、别津丘克区行政中心及规模最大聚居地。地处萨马拉州西部，位于州府萨马拉西南方。附近有同名河流（属伏尔加河一左支）流经。镇内设有同名铁路车站。
19世纪60年代首次提及，1958年设市级镇。该地2022年人口有21,102人；2010年人口22,952；2002年人口23,921；1989年人口23,650。